# Brent Sopel
Brent Sopel (ur. 7 stycznia 1977 w Calgary) – kanadyjski hokeista.

## Kariera klubowa
- Saskatoon Legionnaires (1992-1993)
- Saskatoon Blazers (1993-1994)
- Swift Current Broncos (1994-1997)
- Syracuse Crunch (1996-2000)
- Vancouver Canucks (1999-2004)
  -  Kansas City Blades (2000)
- New York Islanders (2005-2006)
- Los Angeles Kings (2006-2007)
- Vancouver Canucks (2007)
- Chicago Blackhawks (2007-2010)
- Atlanta Thrashers (2010-2011)
- Montreal Canadiens (2011)
- Mietałłurg Nowokuźnieck (2011-2013)
- Saławat Jułajew Ufa (2013-2014)
- Chicago Wolves (2014-2015)

W lidze NHL rozegrał 12 sezonów. W 2011 przeniósł się do rozgrywek KHL. Od 2011 do końca stycznia 2013 grał w klubie Mietałłurg Nowokuźnieck. Następnie został graczem Saławatu Jułajew Ufa, z którym dokończył sezon KHL (2012/2013) i został najskuteczniejszym strzelcem ligowym wśród obrońców w fazie play-off. W lipcu 2014 odszedł z klubu. W sezonie 2014/2015 występował w barwach Chicago Wolves w AHL

## Sukcesy
Klubowe
- Mistrzostwo dywizji NHL: 2004 z Vancouver Canucks, 2010 z Chicago Blackhawks
- Mistrzostwo konferencji NHL: 2010 z Chicago Blackhawks
- Clarence S. Campbell Bowl: 2010 z Chicago Blackhawks
- Puchar Stanleya: 2010 z Chicago Blackhawks
- Srebrny medal mistrzostw Rosji: 2014 z Saławatem Jułajew Ufa

Indywidualne
- Sezon KHL (2012/2013):
  - Pierwsze miejsce w klasyfikacji strzelców wśród obrońców w fazie play-off: 4 gole
  - Najlepszy obrońca - półfinały konferencji